# Попович, Павле
Павле Попович (серб. Павле Поповић; 16 апреля 1868, Белград — 4 июня 1939, там же) — сербский историк литературы, профессор и ректор Белградского университета, академик. Брат — Богдан Попович, дед по материнской линии — Стефан Маркович.

## Биография
Родился в Белграде 16 апреля (4 апреля по юлианскому календарю) 1868 года.
Преподавал на философском факультете в Белграде более 30 лет (1904—1938). В сербской научной и культурной среде он был одним из самых влиятельных профессоров Белградского филологического кружка. Он был редактором «Вестника сербской литературы» (1905—1906), основателем Общества сербского языка и литературы (1910), основателем журнала «Вклады в литературу, язык, историю и фольклор» (1921), президентом Сербской литературной ассоциации (1928—1937), ректор Белградского университета (1924—1928).
Во время Первой мировой войны Попович также занимался политикой. В Лондоне он редактировал информационный бюллетень Press Extracts (1916—1917) и был членом Югославского комитета. В Англии он также написал книгу «Югославская литература», первое издание которой появилось в Кембридже в 1918 году. Как один из создателей нового государства, он этой книгой, очевидно, хотел показать, в том числе, что и его трехимённый народ (сербы, хорваты, словенцы) имеет и общую литературу. Отношение, которое он выражал, не было его личным. Такова была позиция сил, создавших новое государство, и прежде всего югославского комитета.
До этого акта Попович уже был признанным автором. Его избрание профессором сербской литературы в Белградской высшей школе (1904) и Белградском университете (с 1905) является знаменательным событием в истории сербской литературы. Другой профессор, Йован Скерлич, присоединился к Поповичу в году 1905 году на той же кафедре и по тому же предмету. Они вдвоем будут преподавать историю сербской литературы до самой смерти Скерлича (1914).
Попович и Скерлич поделились своим предметом, так что Попович преподавал народную, старую (то есть средневековую) и среднюю (дуброванскую) литературу, а Скерлич преподавал только новую сербскую литературу. Из их лекций вышли две книги: «Обзор сербской литературы» Поповича (1909) и «История новой сербской литературы» Скерлича (1914). Эти две книги вместе и дополняли друг друга и представляли сербскую литературу в целом. Корпус сербской литературы, по их мнению, включал четыре части или «области» (термин Поповича): народную, старую, среднюю (то есть дубровницкую) и новую литературу. Такое наблюдение за корпусом сербской литературы не было личным мнением двух молодых профессоров из Белграда. Это связано с более чем столетним знакомством с югославской и сербской литературой, в которую значительный вклад внесли: Копитар, Шафарик, Пипин, Александр Сандич, Ватрослав Ягич, Стоян Новакович и другие. Аналогичное разделение применялось и к хорватской литературе, которую часто рассматривали вместе или дополняли сербскую литературу.
Между двумя мировыми войнами Попович пользовался огромным авторитетом. Его «Обзор» широко переиздавался (десять изданий). В то время он оказал влияние, подобное истории Скерлича. Обе книги дополняющим образом представляли сербскую литературу в целом.
Между двумя мировыми войнами, однако, в духе новой государственной идеи больше внимания уделялось югославской литературе, чем отдельным национальным литературам. В духе этой идеи для школьных нужд была создана и югославская литература Милоша Савковича с сопровождающей её хронологией текстов. И её стремление состояло в том, чтобы представить югославскую литературу в целом, с явным намерением, как в одноимённой книге Поповича, не настаивать на национальных детерминантах или стирать их во имя единства. С тех же усилий кафедра сербской литературы превратилась в кафедру югославской литературы. Кафедры под этим названием просуществовали в нескольких университетских центрах до конца шестидесятых годов этого века; после этого они были преобразованы в стулья для югославской литературы (множественное число).
Прежде чем югославское государство начало распадаться, югославская литература начала распадаться. Намеком на такой разрыв уже была книга «Югославская литература», написанная Антуном Бараком (1954) по заказу Югославского комитета по сотрудничеству с зарубежными странами. Эта книга имеет то же название, что и книги Поповича и Савковича. Но с самого начала параллельно, но раздельно прослеживается особое развитие трех югославских литератур: сербской, хорватской и словенской. На самом деле это уже не история одной, а трех родственных литератур.
В книге Антуна Барки, которая носит то же название, что и книги Поповича и Савковича, произошел ещё один существенный сдвиг: литература Дубровника включена в хорватскую литературу Барки. Это не новый факт по отношению к предыдущей истории хорватской литературы: с XIX века хорватские историки считали дубровницкую литературу неотъемлемой частью хорватской литературы, точно так же, как в истории сербской литературы она считалась неотъемлемой частью сербской, или по крайней мере общая сербско-хорватская литература. Новым фактом является то, что после Барки литература Дубровника была исключена из корпуса сербской литературы. Это будет сделано в издании сербской литературы в ста книгах, которое появилось в издании Matica srpska и Сербской литературной ассоциации (1958―1966), затем в издании Нолита сербской литературы в литературной критике в восьми книгах (1965), в «Истории сербской литературы» Йована Деретича (1983) и других авторов.
Это одна из главных политических причин того, что «Обзор сербской литературы» Поповича не был переиздан после Второй мировой войны, как это было сделано с «Историей» Скерлича. Кроме того, после Второй мировой войны о Поповиче почти ничего не писали. Любое серьёзное письмо о нём не могло обойти стороной его основную работу и определение проблем, которые она поднимает. А поскольку Попович полагался на обширную литературу по сербской литературе, той литературой, которая соответствовала его видению, приходилось практически пренебрегать.
Рассмотрение только истории Скерлича, а не Поповича, означало рассмотрение только одной части сербской литературы. Поскольку Скерлич в своей «Истории», кстати, отрицал художественные ценности старой, то есть сербской средневековой литературы и дубровницкой литературы, то легко могло сложиться впечатление, что он говорит в своей «Истории» о сербской литературе в целом.
Полувековое подавление Поповича, а также литературы, как отечественной, так и зарубежной, на которой выросло его творчество, проявляется во всей своей трагической бессмысленности в дни, когда распалось югославское государство и когда сербы были поставлены в положение искать новые решения во всех областях, в том числе и в отечественной филологии. Выявлено, что не только одна часть сербской литературы, средняя (дуброванская) литература, выпадает из корпуса сербской литературы, но и две другие части этой литературы из «Обозрения» Поповича также находятся под угрозой исчезновения: старая, то есть сербская средневековая литературы и сербской народной литературы.
50-летнее отстранение Поповича от научной общественности и педагогической практики, очевидно, оставило большой след в сознании сформированных после войны профессоров, преподающих сегодня сербскую литературу. Из четырёх областей сербской литературы, которые Попович ввел в свою югославскую литературу, сербы теперь оставляют эту общую югославскую литературу только с одной из этих областей — той, которой обучал Скерлич. Таким образом, сербская литература укорачивается более чем на пять столетий и сужается до искусственно ограниченной духовной области.
Если принять во внимание и положение с другими славянскими и неславянскими народами, то окажется, что только у сербов есть литература с XVIII века и что только у людей св. Саввы и Вука Караджича нет своего сербского средневекового и народная литература.
Обращаться к наследию Павле Поповича и литературе, на которой он вырос, необходимо для того, чтобы иметь возможность всесторонне оценить состояние сербской филологии.

## Труды
- Преглед српске књижевности (1909).
- Југословенска књижевност (1918).
- Нова српска књижевност 1 (1999).
- Нова српска књижевност 2 (2000).
- Народна књижевност (2000).
- Дубровачке студије (2000).
- Милован Видаковић (2000).
- О Његошу (2000).
- Стара српска књижевност (2000).
- Дневник (2000).
- Књижевна критика ― књижевна историографија (2002).
- Ћирило и Методије (2004).
- Свети Сава (2004).